# Mick Avory
Mick Avory, właśc. Charles Michael Avory (ur. 15 lutego 1944, East Molesey) – angielski muzyk, znany jako długoletni perkusista brytyjskiego zespołu rockowego The Kinks.
Zanim dołączył do The Kinks, Avory uczestniczył w maju i czerwcu 1962 w próbach nowego zespołu Briana Jonesa, zespół ten niedługo później Jones nazwał The Rolling Stones. Jednak Avory nie grał na pierwszym koncercie Stonesów w Marquee Club w dniu 12 lipca 1962 roku (grał wtedy Tony Chapman, który był pierwszym perkusistą Stones), natomiast Charlie Watts dołączył do Stones w styczniu 1963.
Członkiem The Kinks został w styczniu 1964, kiedy to ich poprzedni perkusista Micky Willet opuścił zespół. Zespół opuścił w 1984 z powodu konfliktu z gitarzystą Dave’em Daviesem. Powrócił do zespołu w 2018 po jego reaktywacji.
Był w dużej mierze pod wpływem perkusistów jazzowych, takich jak Art Blakey, Max Roach, Joe Morello i Shelly Manne. Jego duży wkład w brzmienie The Kinks jest niepodważalny.